# シナリー
シナリー（英語: Sinary）は、化粧品の製造・販売を主な事業とする日本の企業である。
石油や鉱物油を使わない、人と環境に優しい自然派化粧品会社であり、「100％脱石油」という石油を一切使わないスローガンを掲げている。
| スタブアイコン | サブスタブ | この項目は、まだ閲覧者の調べものの参照としては役立たない、企業に関連した書きかけの項目です。この項目を加筆・訂正などしてくださる協力者を求めています（PJ:経済）。 |